# Quintette pour cordes et piano d'Enesco
Pour les articles homonymes, voir Quintette pour cordes et piano.
Le Quintette pour cordes et piano en la mineur opus 29 est un quintette pour deux violons, alto, violoncelle et piano de Georges Enesco. Composé en 1940, il réalise une synthèse entre ses opus les plus modernes  et ses ouvrages de jeunesse plus classiques dans leur écriture musicale.

## Historique
Le manuscrit du quintette précise que les deux premiers mouvements furent achevés à la villa Luminiș de Sinaia, résidence du compositeur, le 24 septembre 1940. Les deux derniers mouvements sont sans date : on ignore quand ils furent terminés, sinon que Enesco continua d'apporter de légères révisions à la partition jusqu'en 1949. 
L'œuvre est dédiée à la mémoire de la princesse Hélène Bibesco, pianiste renommée et l'une des premières mécènes du compositeur. 
Le quintette ne fut pas joué du vivant du compositeur. La première eut lieu en 1964, à Bucarest, avec, entre autres,  Valentin Gheorghiu au piano et Ștefan Gheorghiu au premier violon.

## Structure
Le Quintette comprend quatre mouvements :
1. Con moto molto moderato, à 
 (enchaîné)
2. Andante sostenuto e cantabile, à 
 ;
3. Vivace ma non troppo, à 
 (enchaîné)
4. Più tranquillo, à 
 et 
, etc.